# Cybersäkerhetscentret
Cybersäkerhetscentret (finska: Kyberturvallisuuskeskus) är en finländsk statlig myndighet som fungerar under Transport- och kommunikationsverket. Centret ansvarar för CERT-verkamhet och NCSA-verksamhet. Cybersäkerhetscentret grundades 1 januari 2014 som en del av Finlands första cybersäkerhetsstraregi som godkändes 24 januari 2013.